# Ana Castillo

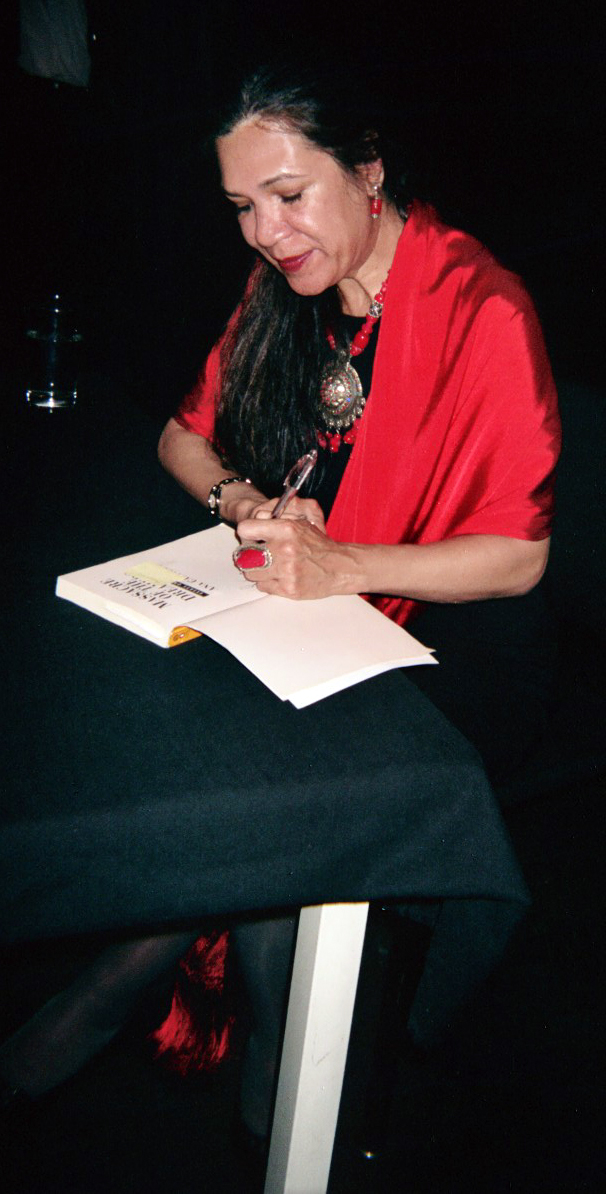
Ana Castillo während einer Signierstunde

Ana Castillo (* 15. Juni 1953 in Chicago, Illinois) ist eine US-amerikanische Schriftstellerin und Dichterin mit indianisch-mexikanischer Abstammung. Sie gilt als eine der wichtigsten Vertreterinnen des Chicana-Feminismus. Ihre Arbeiten beschäftigen sich mit Identitätsproblemen der Chicanas, dem Rassismus und der Klassentrennung.

## Werdegang
Ana Castillo ist in Chicago aufgewachsen. Sie kommt aus einer Familie der Arbeiterklasse. Schon während der Schulzeit nutzte sie ihr Talent zu schreiben als eine Form von sozialem Protest.
In den frühen 1970er Jahren engagierte sich Castillo in einer Gruppe, die sich „Association of Latinao Brotherhood of Artists“ nannte. 1975 erwarb sie ihren B.A. an der Northeastern Illinois University in ihrem Hauptfach Kunst und ihrem Nebenfach Schulpädagogik. Von 1975 bis 1976 unterrichtete sie Ethnische Studien am Santa Rosa Jr. College in Sonoma Country, Kalifornien. Zwischen 1977 und 1979 schrieb sie für das Illinois Arts Council. 1979 machte Castillo ihren Master in Lateinamerikanischen und Karibischen Studien an der Universität von Chicago mit ihrer Arbeit „The Idealization and Reality of the Mexican Indian Woman“. Am 21. September 1983 bekam sie einen Sohn, Marcel Ramón Herrera. Bis 1986 unterrichtete sie Englisch als Fremdsprache und Mexikanische und Amerikanisch-Mexikanische Geschichte auf verschiedenen Colleges in San Francisco und Chicago. Danach kehrte sie wieder nach Kalifornien zurück, wo sie Kreatives Schreiben, Feministisches Schreiben und Chicano-Literatur an verschiedenen Universitäten und Colleges unterrichtete. Von 1989 an schrieb sie an ihrem Gedichtssammelband „I ask the Impossible“ und ihrem Essaysammelband „Massacre of the dreamers“. Sie promovierte 1991 an der Universität Bremen im Fachbereich „American Studies“. Anstelle einer traditionellen Dissertation veröffentlichte sie ihre Essays in dem Sammelband „Massacre of the Dreamers“.
Mittlerweile hat Ana Castillo zahlreiche Romane, Kurzgeschichten, Gedichte und Essays veröffentlicht. Außerdem gründete sie 1995 zusammen mit Norma Alarcon das Literaturmagazin „Third Woman“. Heute lebt sie mit ihrem Sohn in Chicago. Dort unterrichtet sie im English Department an der DePaul University.

## Themen und Motive

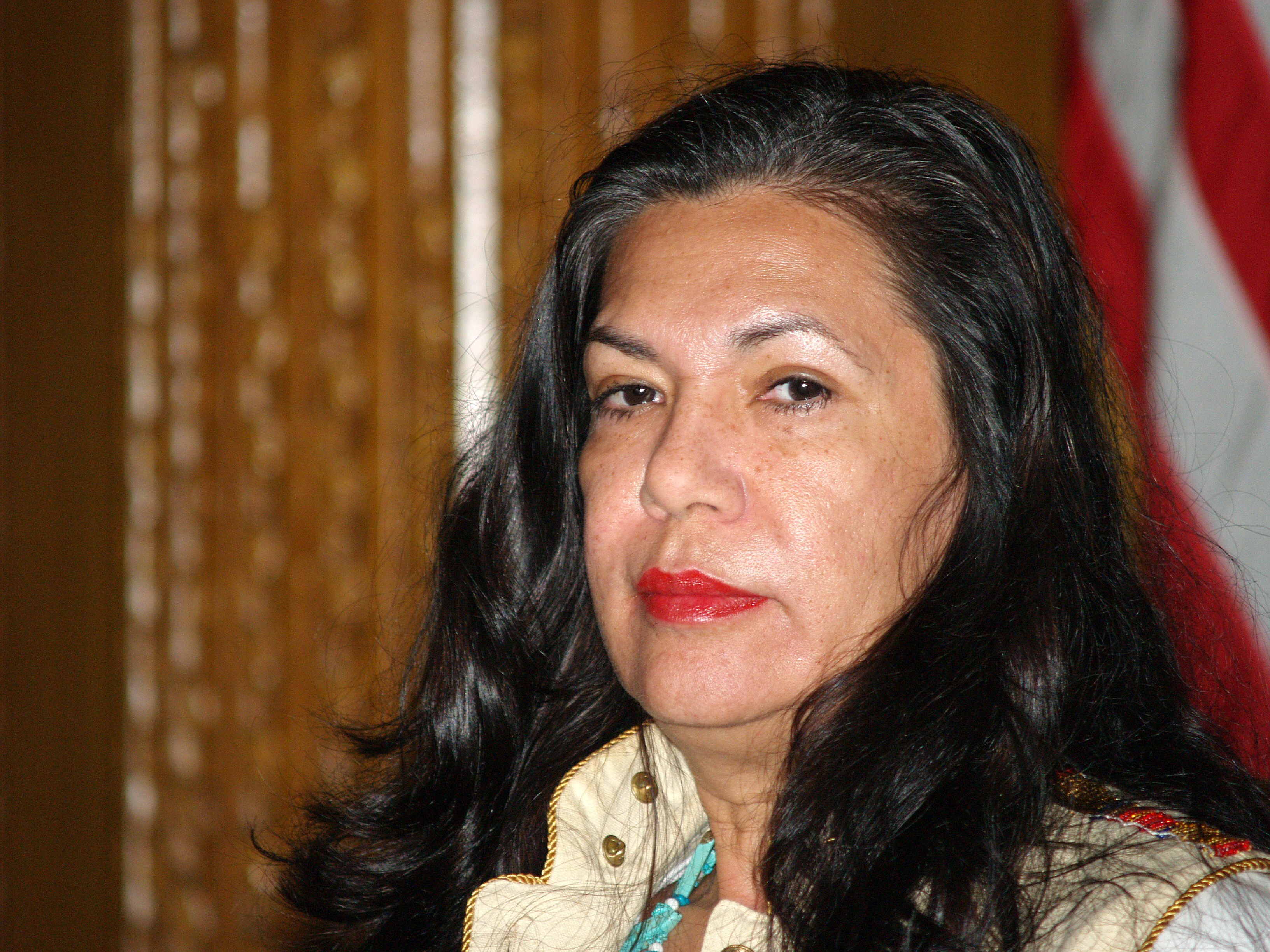
Ana Castillo

Castillo ist eine Verfechterin des Chicana Feminismus, den sie „Xicanisma“ nennt. Viele ihrer Protagonisten sind unabhängige, manchmal lesbische Frauen. Ihre Werke zeigen Einfluss vom „Magical Realism“ und Ironie. Hauptthemen ihrer Arbeiten sind Sexismus in der Chicanobewegung, Sexualität, Katholizismus, Rassismus und gesellschaftliche Klasseneinteilung.

## Auszeichnungen und Ehrungen
- 1987: “Before Columbus Foundation’s American Book Award” für den Roman Mixquiahuala Letters
- 1993: “Carl Sandburg Literary Award in Fiction” für den Roman So Far from God
- 1994: “Mountains and Plains Bookseller Award” für den Roman So Far from God
- 1995: Mitgliedschaft von der “National Endowment for the Arts for creative writing”
- 2015: Lambda Literary Award für Give It to Me in der Kategorie Bisexual Fiction
- 2017: Lambda Literary Award für Black Dove: Mama, Mi’jo, and Me in der Kategorie Bisexual Nonfiction

## Werke

### Kurzgeschichten
- Loverboys, 1996.

### Romane
- The Mixquiahuala Letters, 1986 (Neudruck 1992)
- Sapogonia: (an anti-romance in 3/8 meter), 1990
- So Far From God, 1993
- Peel my Love like an Onion, 1999
- My daughter, my son, the eagle the dove: an Aztec chant, 2000
- Watercolor women, opaque men: a novel in verse, 2005
- The Guardians, 2007

### Gedichte
- Otro Canto, 1977
- The Invitation, 1979 (reprinted in 1986)
- Women Are Not Roses, 1984
- My Father was a Toltec and selected poems, 1973–1988, 1995
- I ask the impossible: poems, 2000

### Sachliteratur
- The Sexuality of Latinas, edited with Norma Alarcón & Cherríe Moraga, 1991
- Massacre of the Dreamers: Essays on Xicanisma, 1994
- La diosa de las Américas (Goddes of the Americas): writings on the Virgin of Guadalupe (1996)

### Artikel
- Salon Magazine, 12. April 1999, Mothers Who Think; Bowing Out
- The Los Angeles Times, 20. April 1997, THE NATION; The Overlooked Half of the Farm Workers' Triumph
- MS., Sept.-Oct. 1996: A Healing Legacy
- The Washington Post, 11. Dezember 1995: The Real Frida Kahlo: Flamboyant, Yet Private; The Writings of a Tormented Artist Who Loved Life
- The New York Times, 12. November 1995: Chicago Con Salsa
- The Nation, 29. Mai 1995: Selena aside.Obituary
- Essence, Juni 1993: A Chicana from Chicago